# Platyroptilon misionensis
Platyroptilon misionensis är en tvåvingeart som beskrevs av Duret 1975. Platyroptilon misionensis ingår i släktet Platyroptilon och familjen platthornsmyggor. Inga underarter finns listade i Catalogue of Life.